# Aleksandr Gribojedow
Aleksandr Siergiejewicz Gribojedow (ros. Александр Сергеевич Грибоедов; ur. 4 stycznia?/15 stycznia 1795 w Moskwie, Imperium Rosyjskie, zm. 30 stycznia?/11 lutego 1829 w Teheranie, Persja) – rosyjski dramatopisarz, dyplomata, pianista, kompozytor oraz wolnomularz.
Najbardziej znany jako homo unius libri, czyli autor jednej popularnej książki (Mądremu biada), która stała się klasykiem literatury rosyjskiej i z której pochodzi wiele cytatów używanych do dzisiaj.

## Życiorys
Pochodził z rodu szlacheckiego o silnych tradycjach wojskowych. W domu otrzymał wszechstronne wykształcenie, znał kilka języków europejskich. Będąc wszechstronnie uzdolnionym młodzieńcem, w wieku 16 lat ukończył studia na Uniwersytecie Moskiewskim (1806-1810). Otrzymał dyplom dwóch wydziałów: prawnego i filologicznego. W tym samym roku rozpoczął studia na wydziale matematyczno-fizycznym, które przerwał w 1812, zaciągając się na ochotnika do wojska.
W 1815 wydał komedię Młodzi małżonkowie, przeróbkę komedii francuskiej. Po wyjściu z wojska (1816) został w 1817 przydzielony do Kolegium Spraw Zagranicznych. W Petersburgu, gdzie mieszkał, obracał się wśród przyszłych dekabrystów oraz znanych literatów. W 1817 wraz z Katieninem napisał komedię Student, z Szachowskojem Własna rodzina, czyli zamężna kobieta, a z Wiaziemskim Kto brat, kto siostra, czyli oszustwo za oszustwem.

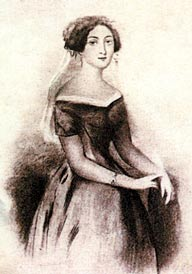
Żona Gribojedowa – gruzińska księżniczka Nina Czawczawadze. Lata 20. XIX wieku

W 1818 otrzymał stanowisko sekretarza rosyjskiej misji dyplomatycznej w Persji, a od 1822 pracował w sztabie namiestnika Kaukazu, gen. Jermołowa. W latach 1823–1825 przebywał na urlopie w Moskwie i Petersburgu. Po powrocie na Kaukaz został w 1826 aresztowany jako podejrzany o udział w spisku dekabrystów. Po kilku miesiącach zwolniono go z braku dowodów winy. Przebywając w Tyflisie związał się ze środowiskiem gruzińskiej inteligencji i w 1828 ożenił się z córką zaprzyjaźnionego poety Aleksandra Czawczawadzego, Niną.
Posiadał talent muzyczny – był utalentowanym kompozytorem oraz pianistą. Jego najsłynniejszymi kompozycjami są Dwa Walce na fortepian: nr 1 w tonacji As-dur oraz sławniejszy nr 2 w tonacji e-moll.
W kwietniu 1828 został mianowany pełnomocnym ministrem-rezydentem w Teheranie. Wkrótce po objęciu przez niego stanowiska wzburzony tłum stolicy Persji napadł na misję rosyjską. Powodem było niezadowolenie z rosyjskiej polityki wobec Persji. Wszystkich pracowników, w tym Gribojedowa, wymordowano. Persja, jakby dla okupienia swej winy, ofiarowała Rosji Szach – diament o masie 88,7 karata. Ciało pisarza przywieziono do Tyflisu (ob. Tbilisi) i tam pochowano. 16-letnia wdowa po nim na wieść o śmierci męża urodziła przedwcześnie dziecko, które zmarło kilka godzin później. Po śmierci męża przez 30 lat żyła samotnie, odrzucając wszystkich starających się o jej rękę i wzbudzając podziw swoją wiernością pamięci męża.

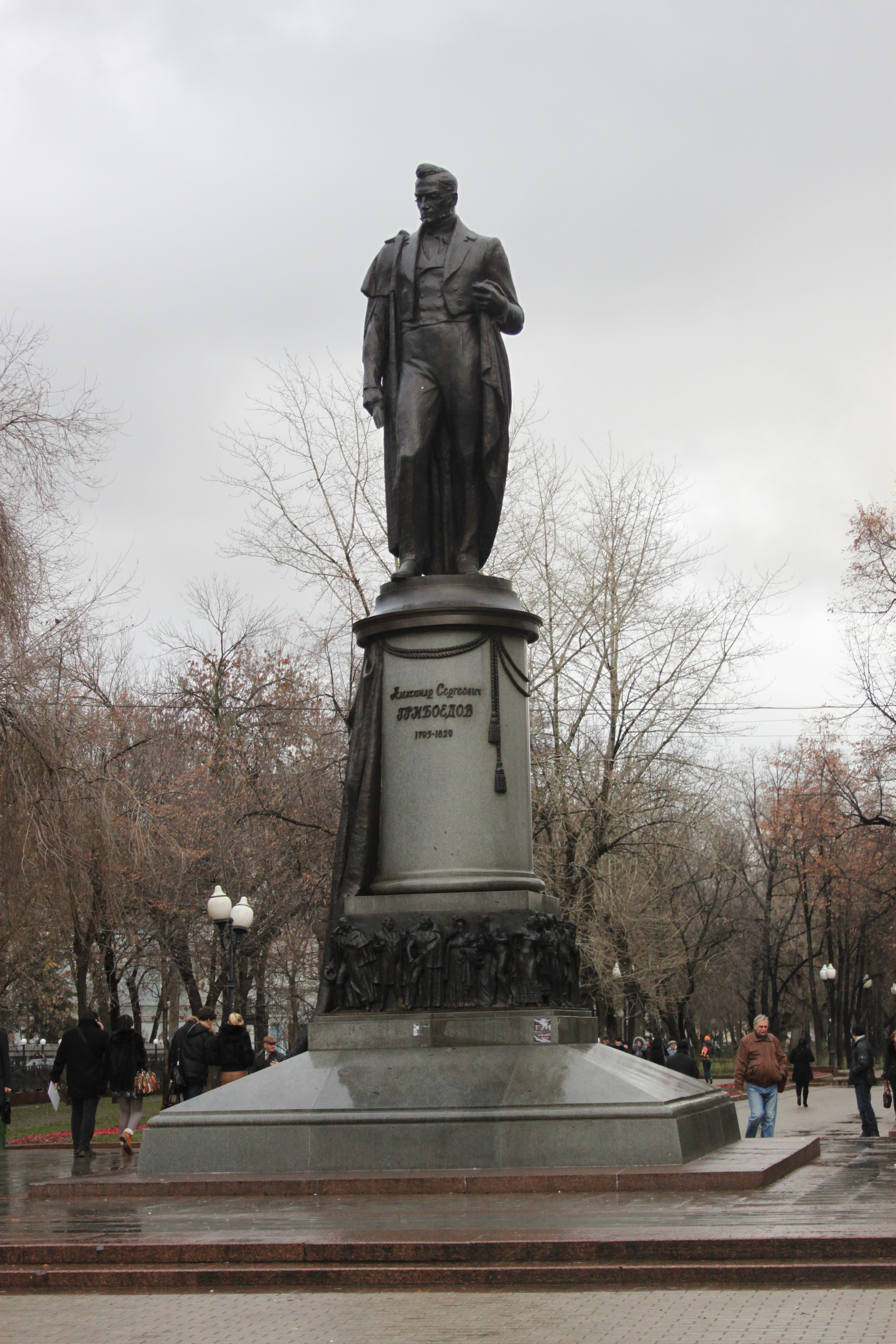
Pomnik Gribojedowa w Moskwie

## Twórczość
- 1815 – Młodzi małżonkowie (ros. Молодые супруги)
- 1817 – Student (ros. Студент) – napisana wraz z Pawłem Katieninem
- 1817 – Własna rodzina, czyli zamężna narzeczona (ros. Своя семья или замужняя невеста) – napisana wraz z Aleksandrem Szachowskojem
- 1817 – Pritwornaja niewiernost'
- 1823 – Kto brat, kto siostra, czyli oszustwo za oszustwem (ros. Кто брат, кто сестра, или обман за обманом) – napisana wraz z Piotrem Wiaziemskim
- 1824 – Mądremu biada lub Biada temu, kto ma rozum (ros. Горе от ума) – polskie tłumaczenie Julian Tuwim

## Dom Gribojedowa
Od Gribojedowa pochodzi nazwa jednego z głównych miejsc akcji w powieści Mistrz i Małgorzata Michaiła Bułhakowa – „Dom Gribojedowa”, zwany także „Gribojedowem”, to siedziba Massolitu – związku pisarzy i poetów. Jak pisze w powieści Bułhakow, dom prawdopodobnie kiedyś należał do ciotki Gribojedowa, obecnie jednak stanowił miejsce spotkań moskiewskich artystów. Na ścianach klatki schodowej prowadzącej na pierwsze piętro wisiały portrety członków Massolitu, zarówno grupowe, jak i indywidualne oraz rozmaite informacje. Parter domu stanowiła najlepsza w Moskwie restauracja, składająca się z dwóch ogromnych sal o sufitach ozdobionych fioletowymi końmi o asyryjskich grzywach. Miały tu swą siedzibę różne sekcje Massolitu i kluby. Na pierwszym piętrze znajdowały się m.in. pokoje z tabliczkami o treści: „Zarząd Massolitu”, „Kasy”, „Kolegium redakcyjne”, „Przewodniczący Massolitu”, „Sala bilardowa”. Ostatnie pomieszczenie stanowiła sala kolumnowa, w której rzekomo Gribojedow miał czytać ciotce fragmenty Mądremu biada.